# Julia Foster
Pour les articles homonymes, voir Foster.
Julia Foster est une actrice britannique, née le 2 août 1943 à Lewes (Sussex de l'Est).

## Vie privée
Julia Foster est mariée avec le musicien et animateur de télévision Lionel Morton (en) (ancien membre du groupe The Four Pennies (en) dans les années 1960), puis avec le vétérinaire et écrivain Bruce Fogle, avec qui elle a un fils, Ben Fogle (en), devenu une personnalité de la télévision anglaise. Elle a deux autres enfants, Emily et Bill.

## Filmographie

### Cinéma
- 1962 : Le Verdict (Term of Trial)  de Peter Glenville : Virginia (non créditée)
- 1962 : La Solitude du coureur de fond (The Loneliness of the Long Distance Runner) de Tony Richardson : Gladys
- 1964 : Dans les mailles du filet (The System) de Michael Winner : Lorna
- 1964 : The Bargee (en) de Duncan Wood (en) : Christine
- 1966 : Alfie le dragueur (Alfie) de Lewis Gilbert : Gilda
- 1967 : Half a Sixpence de George Sidney : Ann

### Télévision
- 1975 : Moll Flanders (téléfilm) de Donald McWhinnie : Moll Flanders